# Farilhões

Archipelag Berlengas

Farilhões (port. Farilhões lub Farilhões-Forcadas) – grupa skalistych wysepek na Oceanie Atlantyckim w archipelagu Berlengas, ok. 3,5 mili na północny zachód od głównej wyspy archipelagu Berlenga Grande. Administracyjnie należą do Portugalii. Wyspy nie są zamieszkane.

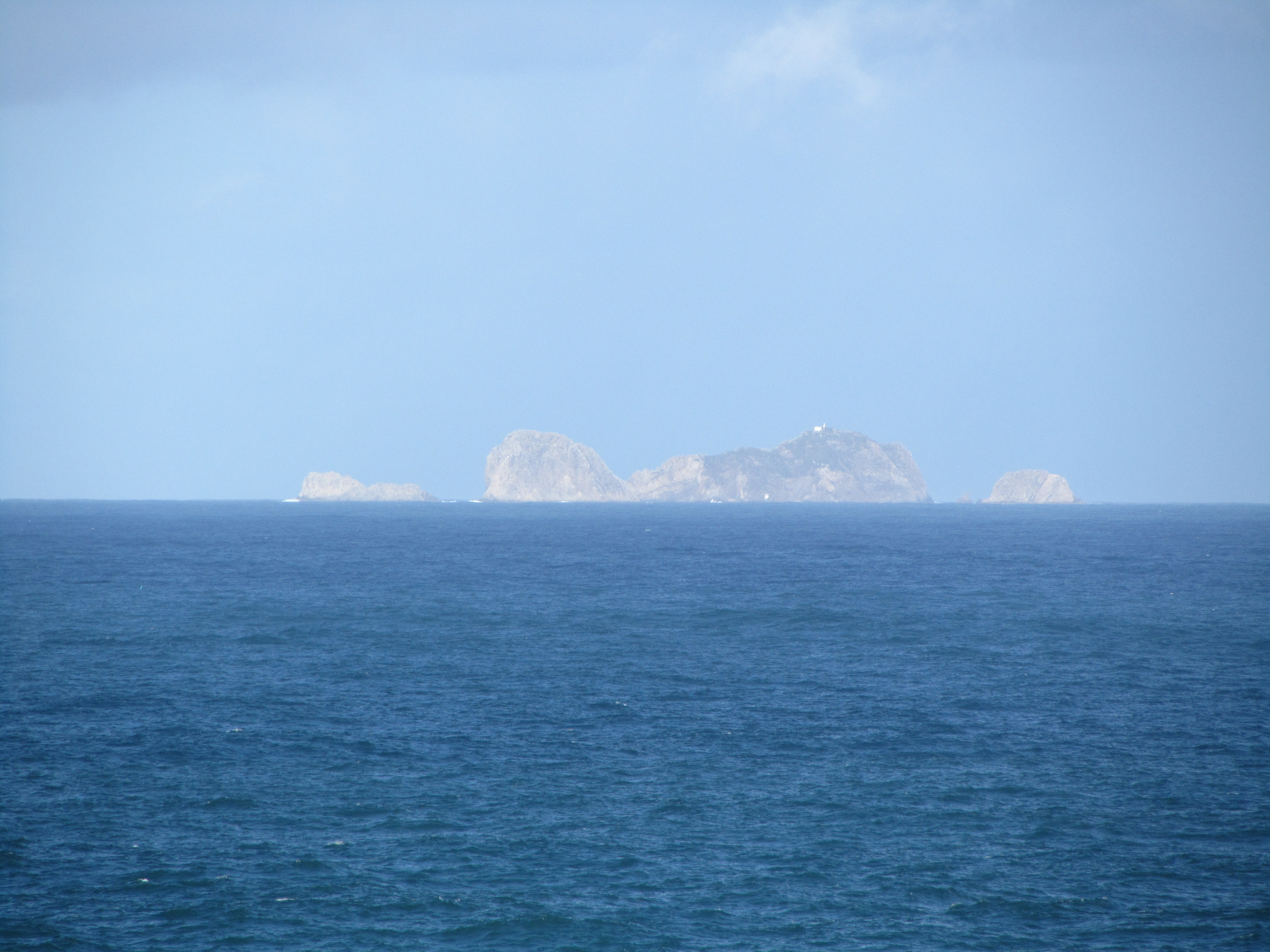
Farilhões

Największe wysepki to:
- Farilhões Grande
- Farilhões de Nordeste
- Farilhões da Cova